# Campeonato de Primera Fuerza 1924/25
In 1924/25 werd het derde seizoen gespeeld van het Campeonato de Primera Fuerza, de hoogste amateurklasse van Mexico. América werd kampioen.
Na dit seizoen fuseerden Tranvias en Luz y Fuerza tot de toekomstige topclub Necaxa.  

## Eindstand
| Plaats | Club        | Wed. | W  | G | V | Saldo | Ptn. |
| ------ | ----------- | ---- | -- | - | - | ----- | ---- |
| 1.     | América     | 12   | 10 | 2 | 0 | 22:4  | 22   |
| 2.     | Necaxa      | 12   | 6  | 2 | 4 | 13:13 | 14   |
| 3.     | Club España | 12   | 6  | 1 | 5 | 16:10 | 13   |
| 4.     | Asturias    | 12   | 4  | 3 | 5 | 10:9  | 11   |
| 5.     | Aurrerá     | 12   | 3  | 3 | 6 | 13:14 | 9    |
| 6.     | CF México   | 12   | 3  | 3 | 6 | 10:23 | 9    |
| 7.     | Germania FV | 12   | 2  | 2 | 8 | 15:26 | 6    |

|  | Kampioen |

### Kampioen
| Campeonato de Primera Fuerza 1924/25 |
| Mexico                               |
| ------------------------------------ |
| AMÉRICA Kampioen (1° titel)          |

## Topschutters
| Speler          | Speler       | Goals | Club         |
| --------------- | ------------ | ----- | ------------ |
| Vlag van Mexico | Ernesto Sota | 10    | Club América |